# Заповеди блаженства
За́поведи блаже́нства (макари́змы, от др.-греч. μακάριος — «счастливый, блаженный») согласно христианскому вероучению — часть заповедей Иисуса Христа, произнесённая им во время Нагорной проповеди и дополняющая Десять заповедей Моисея. Заповеди блаженства вошли в Евангелия (Мф. 5:3—12 и Лк. 6:20—23) и впоследствии в богослужебное употребление.
Своё название «заповеди блаженства» получили, исходя из того, что следование им при земной жизни ведёт к вечному блаженству в последующей вечной жизни.

## Десять заповедей и Заповеди блаженства
В представлении христианства Десять заповедей ограничиваются тем, что запрещают делать то, что греховно, в то время как Заповеди блаженства учат тому, как можно достигнуть христианского совершенства (святости). Десять заповедей были даны в ветхозаветные времена, чтобы удерживать людей от зла. Заповеди же блаженства даны христианам, чтобы показать им, какие душевные расположения они должны иметь, дабы приближаться к Богу и обретать святость.

### Примеры
Иисусовы заповеди (блаженства, Лк. 6) являются отражением Моисеевых заповедей (Втор. 28), учением о «двух путях».
| Благословения                                                                                                  | Проклятия                                                                          |
| --- | ---------------------------------------------------------------------------------- |
| Благословен ты в городе и благословен на поле.                                                                 | Проклят ты в городе и проклят ты на поле.                                          |
| Благословен плод чрева твоего, и плод земли твоей, и плод скота твоего, и плод твоих волов, и плод овец твоих. | Проклят плод чрева твоего, и плод земли твоей, плод твоих волов и плод овец твоих. |
| Благословенны житницы твои и кладовые твои.                                                                    | Прокляты житницы твои и кладовые твои.                                             |
| Благословен ты при входе твоём и благословен ты при выходе твоём.                                              | Проклят ты при входе твоём и проклят при выходе твоём.                             |

| Блаженства | Горести                                                                                         |
| --- | ----------------------------------------------------------------------------------------------- |
| Блаженны нищие духом, ибо ваше есть Царствие Божие.                                                                                         | Горе вам, богатые, ибо вы уже получили своё утешение.                                           |
| Блаженны алчущие ныне, ибо насытитесь. | Горе вам, пресыщенные ныне, ибо взалчете.                                                       |
| Блаженны плачущие ныне, ибо воссмеётесь. | Горе вам, смеющиеся ныне, ибо восплачете и возрыдаете.                                          |
| Блаженны вы, когда возненавидят вас люди и когда отлучат вас, и будут поносить, и пронесут имя ваше, как бесчестное, за Сына Человеческого. | Горе вам, когда все люди будут говорить о вас хорошо, ибо так поступали с лжепророками отцы их. |

## Заповеди блаженства

### Заповеди блаженства по Мф 5:3—11

#### Синодальный перевод
1. Блаженны нищие духом[1], ибо их есть Царство Небесное[2].
2. Блаженны плачущие[3], ибо они утешатся.
3. Блаженны кроткие[4], ибо они наследуют землю[5].
4. Блаженны алчущие и жаждущие правды[6], ибо они насытятся.
5. Блаженны милостивые[7], ибо они помилованы будут.
6. Блаженны чистые сердцем[8], ибо они Бога узрят.
7. Блаженны миротворцы[9], ибо они будут наречены «сынами Божиими».
8. Блаженны изгнанные за правду[10], ибо их есть Царство Небесное.
9. Блаженны вы, когда будут поносить вас и гнать и всячески неправедно злословить за Меня. Радуйтесь и веселитесь, ибо велика ваша награда на небесах: так гнали и пророков, бывших прежде вас.

#### Елизаветинская Библия[11]
1. Бл҃же́ни ни́щїи дꙋ́хомъ: ꙗ҆́кѡ тѣ́хъ є҆́сть црⷭ҇твїе нбⷭ҇ное.
2. Бл҃же́ни пла́чꙋщїи: ꙗ҆́кѡ ті́и ѹ҆тѣ́шатсѧ.
3. Бл҃же́ни кро́тцыи: ꙗ҆́кѡ ті́и наслѣ́дѧтъ зе́млю.
4. Бл҃же́ни а҆́лчꙋщїи и҆ жа́ждꙋщїи пра́вды: ꙗ҆́кѡ ті́и насы́тѧтсѧ.
5. Бл҃же́ни млⷭ҇тивїи: ꙗ҆́кѡ ті́и поми́ловани бꙋ́дꙋтъ.
6. Бл҃же́ни чтⷭ҇їи срⷣцемъ: ꙗ҆́кѡ ті́и Бг҃а ѹ҆́зрѧтъ.
7. Бл҃же́ни миротво́рцы: ꙗ҆́кѡ ті́и сн҃ове Бж҃їи нарекꙋ́тсѧ.
8. Бл҃же́ни и҆згна́ни пра́вды ра́ди: ꙗ҆́кѡ тѣ́хъ є҆́сть црⷭ҇твїе нбⷭ҇ное.
9. Бл҃же́ни є҆стѐ, є҆гда̀ поно́сѧтъ ва́мъ, и҆ и҆жденꙋ́тъ, и҆ рекꙋ́тъ всѧ́къ ѕо́лъ глаго́лъ на вы̀ лжꙋ́ще, Менє̀ ра́ди: ра́дꙋйтесѧ и҆ весели́тесѧ, ꙗ҆́кѡ мзда̀ ва́ша мно́га на нб҃сѣ́хъ: та́кѡ бо и҆згна́ша прⷪ҇ро́ки, и҆̀же (бѣ́ша) пре́жде ва́съ.

### Заповеди блаженства по Лк 6:20—23

#### Синодальный перевод
1. Блаженны нищие духом, ибо ваше есть Царствие Божие.
2. Блаженны алчущие ныне, ибо насытитесь.
3. Блаженны плачущие ныне, ибо воссмеетесь.
4. Блаженны вы, когда возненавидят вас люди и когда отлучат вас, и будут поносить, и пронесут имя ваше, как бесчестное, за Сына Человеческого. Возрадуйтесь в тот день и возвеселитесь, ибо велика вам награда на небесах.

#### Перевод В. Кузнецовой
В переводе В. Кузнецовой:
1. Радуйтесь, бедные! Царство Бога ваше.
2. Радуйтесь, кто голоден теперь! Бог вас насытит.
3. Радуйтесь, кто плачет теперь! Вы будете смеяться.
4. Радуйтесь, когда люди вас ненавидят и когда изгоняют, оскорбляют и чернят ваше имя — и всё это из-за Сына человеческого. Радуйтесь в тот день, прыгайте от радости! Вас ждёт на небесах великая награда!

#### Перевод С. Аверинцева
В переводе С. Аверинцева:
1. Блаженны нищие, ибо ваше Царство Божие.
2. Блаженны алчущие ныне, ибо вы будете насыщены.
3. Блаженны плачущие ныне, ибо вы посмеётесь.
4. Блаженны вы, когда возненавидят вас люди, когда отлучат вас, и оклевещут, и подвергнут имя ваше бесчестию из-за Сына Человеческого; радуйтесь в тот день и ликуйте, ибо вот, велика награда ваша на небе!

#### Елизаветинская Библия[14]
1. Бл҃же́ни ни́щїи дꙋ́хомъ: ꙗ҆́кѡ ва́ше є҆́сть црⷭ҇твїе бж҃їе.
2. Бл҃же́ни, а҆́лчꙋщїи нн҃ѣ: ꙗ҆́кѡ насы́титесѧ.
3. Бл҃же́ни, пла́чꙋщїи нн҃ѣ: ꙗ҆́кѡ возсмѣе́тесѧ.
4. Бл҃же́ни бꙋ́дете, є҆гда̀ возненави́дѧтъ ва́съ человѣ́цы, и҆ є҆гда̀ разлꙋча́тъ вы̀ и҆ поно́сѧтъ, и҆ пронесꙋ́тъ и҆́мѧ ва́ше ꙗ҆́кѡ ѕло̀, сн҃а чл҃вѣ́ческагѡ ра́ди. Возра́дꙋйтесѧ въ то́й де́нь и҆ взыгра́йте: се́ бо, мзда̀ ва́ша мно́га на нб҃сѝ. По си̑мъ бо творѧ́хꙋ прⷪ҇ро́кѡмъ ѻ҆тцы̀ и҆́хъ.

## Заповеди горя по Лк 6:24—26
Относительно малоизвестен тот факт, что в Евангелии от Луки (Лк. 6:24—26) Иисус Христос противопоставляет заповедям блаженства заповеди горя[неизвестный термин], напротив:

### Синодальный перевод
1. Горе вам, богатые! ибо вы уже получили своё утешение.
2. Горе вам, пресыщенные ныне! ибо взалчете.
3. Горе вам, смеющиеся ныне! ибо восплачете и возрыдаете.
4. Горе вам, когда все люди будут говорить о вас хорошо! ибо так поступали с лжепророками отцы их.

### Елизаветинская Библия[14]
1. Го́ре ва́мъ бога̑тымъ: ꙗ҆́кѡ ѿстоитѐ ᲂу҆тѣше́нїѧ ва́шегѡ [ꙗ҆́кѡ воспрїе́млете ᲂу҆тѣше́нїе ва́ше].
2. Го́ре ва́мъ, насыще́ннїи нн҃ѣ: ꙗ҆́кѡ вза́лчете.
3. Го́ре ва́мъ смѣю́щымсѧ нн҃ѣ: ꙗ҆́кѡ возрыда́ете и҆ воспла́чете.
4. Го́ре, є҆гда̀ до́брѣ рекꙋ́тъ ва́мъ всѝ человѣ́цы. По си̑мъ бо творѧ́хꙋ лжепроро́кѡмъ ѻ҆тцы̀ и҆́хъ.

## Критика
Jucunditas maerentium (Радость скорбящим)
Eternitas viventium (Бессмертие живущим)
Sanitas languentium (Исцеление ослабленным)
Ubertas egentium (Изобилие нуждающимся)
Satietas esurentium (Насыщение алчущим)
Поскольку макаризмы дошли до нас в двух версиях (по Мф и по Лк), то в библеистике исследуется вопрос об исторической реконструкции источника. Метод истории форм позволяет достоверно определить наличие в общем первоисточнике лишь трёх макаризмов:
1. Блаженны нищие, ибо их есть Царство Божие.
2. Блаженны скорбящие, ибо они утешатся.
3. Блаженны алчущие, ибо они будут насыщены.

## Толкование
При толковании особенно часто вызывает споры первая заповедь по Мф. 5:3 «Блаженны нищие духом, ибо их есть Царство Небесное».
- В святоотеческом толковании под «нищим духом» понимается тот, кто стремится стяжать важнейшую христианскую добродетель — смирение, кто не противостоит Духу Божию своей гордостью, но открыт для познания Бога верой. Святитель Иоанн Златоуст в беседе XV толкования на Евангелие от Матфея говорил[17]: «Что значит: нищие духом? Смиренные и сокрушённые сердцем». С этим толкованием соглашается святитель Филарет Московский и прибавляет, что нищета телесная может послужить к совершенству нищеты духовной, если христианин избирает её добровольно, для Бога»[18]. Блаженный Иероним Стридонский в «Толковании на Евангелие от Матфея» сопоставлял эту цитату с цитатой из Псалтири «и смиренных духом спасёт» (Пс. 33:19) и указывает на то, что Господь не проповедует нищету материальную, а нищету духовную, говорит о тех людях, которые бедны по воле Духа Святого. Также блаженный Иероним говорит, что Спаситель говорил через Исаию относительно нищих духовно: «Господь помазал Меня благовествовать нищим» (Ис. 61:1)[19]. Святитель Игнатий Брянчанинов в своём труде «Аскетические опыты» говорил о том, что нищета духа — это смиренное понятие о себе, вызванное видением падения человечества. Также святитель указывал на то, что «нищета духа рождает следующее за ним блаженство: „плач“. „Плач“ — благочестивая печаль верной души, глядящейся в зеркало Евангелия, видящей в этом зеркале бесчисленные свои греховные пятна»[20].
- Древнерусское слово «нищий» (πτωχός), однако, не обозначало человека бедного, но того, кто открыто просит о том, чего ему не хватает[21]: денег ли, одежды, еды, или, другим словом, «побирается». И в данном случае обозначает человека, который стремится к приобретению не материальных, а духовных ценностей, о даровании Духа. Современный перевод этих слов соответствует понятию «блаженны побирающиеся Духом», что отвечало бы, например, и словам Серафима Саровского о том, что «в стяжании этого-то Духа Божиего и состоит истинная цель нашей жизни христианской… Стяжание все равно, что приобретение»[22].
- В работе «Жизненная драма Платона» Владимир Сергеевич Соловьёв сравнил Заповеди блаженства с парадоксами Сократа. «Я знаю, что ничего не знаю» — «Блаженны нищие духом». «Я хочу узнать истину» — «Блаженны алчущие и жаждущие правды». «Я плачу о том, что я не знаю истины» — «Блаженны плачущие, ибо они утешатся»[23].
- Ещё одно толкование встречается у А. Бергсона. Он толковал эту фразу так: Блаженны нищие «по велению своего духа», то есть те, кто сам, по своей воле отказывается от своего богатства. «Прекрасное не в том, чтобы быть лишённым собственности, и даже не в том, чтобы самому себя лишить её, а в том, чтобы не почувствовать лишения». Намерение данной заповеди заключается в том, чтобы вызвать некоторое состояние души, и «не для бедных, а для себя богатый должен отдать своё богатство»[24]. Этот вариант перевода «подтверждается как древними толкованиями, так и наблюдениями над семантикой текстов Кумрана, между тем как традиционная передача „нищие духом“ ведёт к недоразумениям»[25]. В книге И. C. Свенцицкой дано более подробное разъяснение в этом духе знаменитых изречений из Нагорной проповеди Евангелия от Матфея: «Блаженны нищие духом, ибо их есть Царство Небесное. Блаженны плачущие, ибо они утешатся. Блаженны кроткие, ибо они наследуют землю. Блаженны алчущие и жаждущие правды, ибо они насытятся» (5:3—6). Они имеют аналогии в Евангелии от Луки и в Евангелии от Фомы (в последнем они приведены в виде отдельных, не связанных друг с другом изречений). Сопоставление этих трёх евангелий позволяет ясно представить себе, как использовались изречения разными авторами: «…блаженны нищие {21}, ибо ваше есть Царствие Божие. Блаженны алчущие ныне, ибо насытитесь. Блаженны плачущие ныне, ибо воссмеётесь» (Лк. 6:20—21). «Иисус сказал: Блаженны бедные, ибо ваше царствие небесное; Иисус сказал: Блаженны вы, когда вас ненавидят (и) вас преследуют. И не найдут места там, где вас преследовали; Иисус сказал: Блаженны те, которых преследовали в их сердце; это те, которые познали Отца в истине. Блаженны голодные, потому что чрево того, кто желает, будет насыщено» (Фома. 59, 72, 73).

В основе всех этих эсхатологических обещаний лежит возглашение блаженства нищим (в смысле бедным, в первую очередь, трудящимся, страдающим от нищеты, а не занимающимся нищенством, в особенности — профессионально, а также христианам, называвшимся тогда по-арамейски «нищие»), голодным, преследуемым. Выражение Матфея «нищие духом» соответствует также и подобному выражению из кумранской рукописи (один из вариантов чтения — кроткие духом). Одно из объяснений этого выражения — «нищие по духу» (то есть добровольно). Кроме того, христиане времени жизни самого Иисуса Христа назывались не христианами, а «нищими». Речение «блаженны кроткие…» не повторяет смысл предыдущего речения «блаженные нищие по духу», а восходит к ветхозаветному псалму: «А кроткие наследуют землю и насладятся множеством мира» (Пс. 36:11).
Заповеди блаженства и заповеди горя дополняют друг друга в соответствии с принципом параллелизма:

Блаженны нищие, ибо ваше есть царствие Божие.
Горе вам, богатые, ибо вы уже получили своё утешение.
Блаженны алчущие ныне, ибо насытитесь.
Горе вам, пресыщенные ныне, ибо взалчете.
Блаженны плачущие ныне, ибо воссмеётесь.
Горе вам, смеющиеся ныне, ибо восплачете и возрыдаете.